# Theodor Bibliander

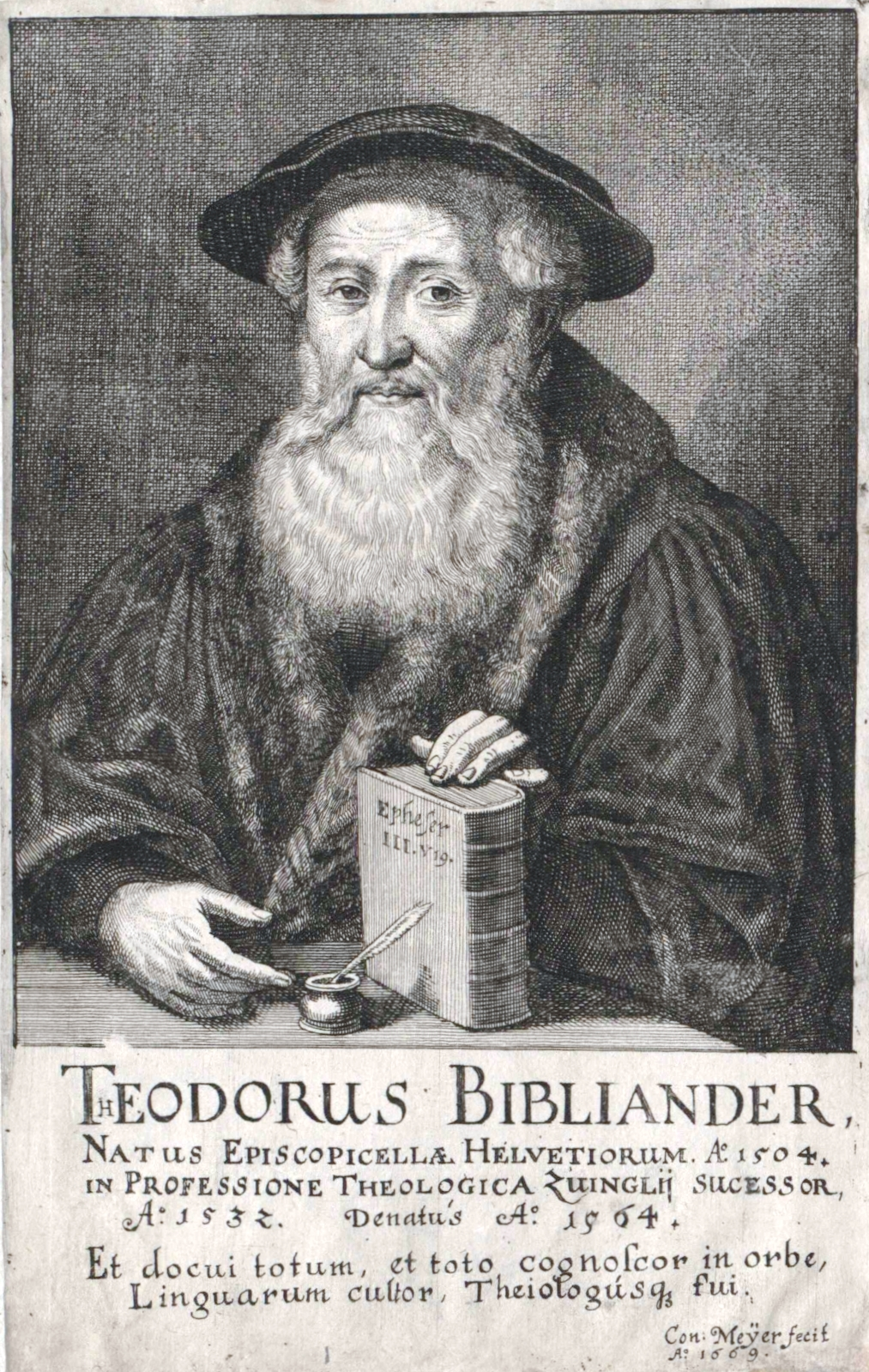
Theodor Bibliander (1669)

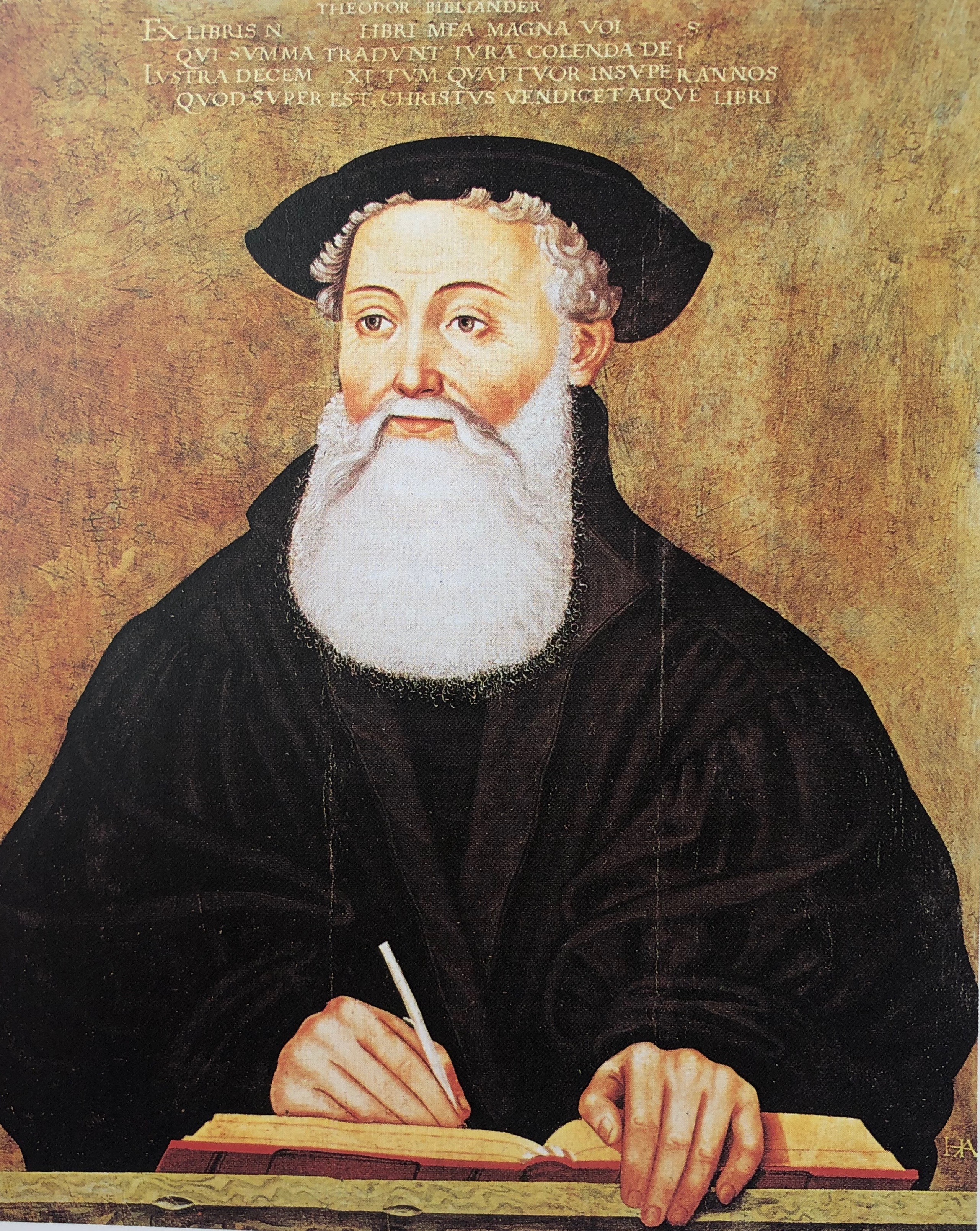
Bibliander 1550
Gemälde von Hans Asper

Theodor Bibliander (gräzisiert aus Buchmann; * 1505/06 in Bischofszell; † 26. September 1564 in Zürich) war ein reformierter Theologe, Orientalist und Sprachwissenschaftler.

## Leben und Wirken
Bibliander wurde als Sohn des Ratsherrn und Stiftsamtmanns Hans Buchmann in Bischofszell geboren. Hans Heinrich († 1559), Dekan zu Wiesendangen und Dinhard war sein Bruder. Theodor besuchte ab 1520 die Lateinschule des Oswald Myconius in Zürich, wo er bei Jakob Ceporin die hebräische und griechische Sprache erlernte. Dabei konnte er die Anerkennung Myconius' gewinnen, die ihn 1525 zu seinem Gehilfen werden ließ. 1526 ging er nach Basel, um bei Konrad Pellikan und Johannes Oekolampad seine Studien der Theologie und orientalischen Sprachen zu vervollkommnen. Auf Empfehlung Ulrich Zwinglis hin wurde er 1527 bis 1529 Lehrer für Rhetorik und Hebräische Sprache an der Hochschule in Liegnitz, Schlesien.
Nach einem Aufenthalt bei seinem Bruder Heinrich in Rohrdorf in der Grafschaft Baden, wo er als Lateinschulmeister in Brugg wirkte, kehrte er 1531 nach Zürich zurück, um im Grossmünster am 24. März 1532 die Professur des verstorbenen Zwingli zu übernehmen. Im selben Jahr heiratete er am 22. Juni Rosine Rordorf (1515–1564), eine Tochter von Felix Rordorf, eine Zürcherin aus prominenter Familie. Von den sieben Kindern aus dieser Ehe starben beinahe alle in den Pestzügen der 1560er Jahre. Fortan hielt er an der theologischen Fakultät Vorlesungen über das Alte Testament. Seine Zeitgenossen bewunderten seine Sprachkenntnisse und Heinrich Bullinger rühmte besonders seine Auslegung der Propheten. Er nahm an den theologischen und kirchlichen Verhandlungen aller Art lebhaft teil und wahrte entschieden das Erbe Zwinglis. Dabei erlangte Bibliander besondere Anerkennung als vorzüglicher Philologe und Bibelausleger und seine Vorlesungen fanden durch die Nachschriften seiner Schüler eine weite Verbreitung. Schliesslich wurde ihm 1546 das Bürgerrecht der Stadt Zürich verliehen.
Besonders zeichnete sich Bibliander durch seine umfassenden Kenntnisse der hebräischen Sprache aus. So veröffentlichte er 1535 den ersten Teil einer hebräische Grammatik, und er gab 1536 eine Sammlung von Briefen Zwinglis und Oekolampads heraus. Er beendete die lateinische Bibelübersetzung Leo Juds nach dessen Tod 1542 und publizierte 1545 einen Kommentar der Apokalypse. Er verfasste archäologische Arbeiten über Jerusalem und den Tempel sowie historische Studien über den Abfall der Juden von Christus.
Bibliander bereitete auf der Grundlage der lateinischen Übersetzung von Robert von Ketton aus dem 12. Jahrhundert die erste gedruckte Ausgabe des Koran in Deutsch vor. In Basel wehrten sich etliche Intellektuelle gegen den Druck einer deutschen Koranübersetzung. Bonifacius Amerbach verfasste ein entsprechendes juristisches Gutachten, so dass der Basler Rat am 30. August 1542 eine Veröffentlichung verbot. Martin Luther befürwortete diese Übersetzung und wandte sich im Oktober 1542 mit einem Brief an den Basler Rat. Der Rat änderte seine Entscheidung und gestattete die Publikation mit der Auflage, dass sie nicht mit Basel in Verbindung gebracht werden durfte, um die Osmanen nicht zu reizen. 1543 erschien sie trotzdem beim Basler Drucker Johannes Oporinus.
Als Philologe und Sprachtheoretiker kommt ihm Bedeutung aufgrund seines Versuchs zu, die Gemeinsamkeiten der Religionen durch Sprachvergleich herauszuarbeiten, so in seinem Werk De ratione communi omnium linguarum et literarum commentarius von 1548.
Theologisch stand er im Konflikt mit den Ansichten Johannes Calvins. Insbesondere widersprach Bibliander Peter Martyr Vermigli, der seit Juli 1556 in Zürich Professor für Hebräisch war und Vorträge zur Prädestinationslehre hielt. Bibliander vertrat dabei die Ansichten des Erasmus von Rotterdam, nicht diejenigen der reformierten Kirche.
Als einer der wenigen reformatorischen Theologen betonte er nachhaltig die Notwendigkeit der Verbreitung des christlichen Glaubens in Übersee, ja er gedachte zeitweilig sogar, Missionar unter den Muslimen zu werden. Er war dabei von eschatologischen Motiven wie dem Kommen des Reiches Gottes sowie von offenbarungsuniversalistischen Vorstellungen geprägt.
Infolge der Auseinandersetzung mit Vermigli wurde er am 8. Februar 1560 in den Ruhestand versetzt und vorübergehend durch Josias Simler ersetzt. Bibliander verstarb 1564 an der Pest.

## Werkauswahl
- Oratio Theodori Bibliandri Ad Enarrationem Esaiae Prophetarum Principis, Christoph Froschauer, Zürich 1532. (urn:nbn:de:gbv:9-g-3091211)
- Propheta Nahum Ivxta Veritatem Hebraicum, Christoph Froschauer, Zürich 1534.
- Institutionum grammaticarum de lingua Hebraea liber unus. Christoph Froschauer d. Ä., Zürich 1535.
- De optimo genere grammaticorum Hebraicorum. Hieronymus Curio, Zürich 1542.
- Machumetis Saracenorum principis eiusque successorum vitae ac doctrina ipseque Alcoran. Johannes Oporin, Basel 1543 (unibas.ch).
- Relatio fidelis. Johannes Oporin, Basel 1545.
- De ratione communi omnium linguarum et litterarum commentarius. Christoph Froschauer d. Ä., Zürich 1548 (google.com).
- De ratione temporum,. Johannes Oporin, Basel 1551.
- Protevangelion, sive de natalibus Jesu Christi et ipsius matris virginis Mariae sermo historicus divi Jacobi minoris: Evangelica historica, Oporinus, Basel 1552.
- De summa trinitate et fide catholica, Basel 1555.
- Temporum a condito mundo usque ad ultimam ipsius aetatem supputatio. Johannes Oporin, Basel 1558.
- Henri Lamarque (Hrsg.): Le Coran à la Renaissance. Plaidoyer pour une traduction. Introduction, traduction et notes de Henri Lamarques. Presses universitaires du Mirail, Toulouse 2007, ISBN 978-2-85816-876-7 (Latein: Apologia pro editione Alcorani. Übersetzt von Henri Lamarque).